# Gonypetyllis semuncialis
Gonypetyllis semuncialis är en bönsyrseart som först beskrevs av Wood-mason 1891.  Gonypetyllis semuncialis ingår i släktet Gonypetyllis och familjen Mantidae. Inga underarter finns listade i Catalogue of Life.